# Kanton Gerbstedt
Der Kanton Gerbstedt war eine Verwaltungseinheit im Distrikt Halle des Departements der Saale im napoleonischen Königreich Westphalen. Hauptort des Kantons und Sitz des Friedensgerichts war Gerbstedt im heutigen Landkreis Mansfeld-Südharz. Der Kanton umfasste sieben Gemeinden und mehrere Weiler, war bewohnt von 4110 Einwohnern und hatte eine Fläche von 1,85 Quadratmeilen. Er ging u. a. aus dem magdeburgisch-mansfeldischen Unteramt Friedeburg und dem Amt Gerbstedt hervor.
Die zum Kanton gehörigen Ortschaften waren:
- Gerbstedt
- Alt Gerbstedt
- Zabenstedt
- Adendorf mit Zabiz
- Königswick
- Rumpin
- Ihlewiz mit Zöllewiz
- Brucke mit Zickeriz
- Thaldorf
- Pfeifhausen
- Friedeburg mit Straußdorf und Oeste